# Cavergno
Cavergno  är en ort i kommunen Cevio i kantonen Ticino, Schweiz. 
Cavergno var tidigare en självständig kommun, men 22 oktober 2006 inkorporerades Bignasco och Cavergno i Cevio.